# Déiber Caicedo
Pour les articles homonymes, voir Caicedo.
Déiber Caicedo, né le 25 mars 2000 à Barbacoas en Colombie, est un footballeur colombien jouant au poste d'ailier gauche à l'Atlético Junior.

## Biographie

### Deportivo Cali
Natif de Barbacoas dans le département de Nariño en Colombie, Déiber Caicedo est formé par le Deportivo Cali. Souvent surclassé en jeune, il est rapidement considéré comme l'un des joueurs les plus prometteurs de sa génération. Il joue son premier match en professionnel à l'âge de 17 ans, le 4 février 2018, lors d'une rencontre de championnat face à l'Envigado FC. Il entre en jeu et les deux équipes font match nul ce jour-là (0-0). Il inscrit son premier but en professionnel le 15 février suivant, pour son troisième match seulement, lors d'une rencontre de championnat face à Boyacá Chicó, remportée quatre buts à zéro par son équipe.

### Whitecaps de Vancouver
Le 26 janvier 2021, le transfert de Déiber Caicedo aux Whitecaps de Vancouver est annoncé. Il s'engage avec le club canadien pour un contrat courant jusqu'en 2023,.
Caicedo inscrit son premier but pour Vancouver le 23 mai 2021, lors d'une rencontre de MLS face au Dynamo de Houston. Il est titularisé mais malgré son but il ne permet pas à son équipe d'obtenir un résultat (défaite 2-1 score final).
Critiqué dans son pays natal pour son choix de rejoindre Vancouver, Caicedo dit « s'adapter jour après jour » alors que les tactiques en MLS sont « très différentes de celles utilisées en Colombie » et affirme « ne rien regretter de cette décision ». Il dispute trente-cinq rencontres dès sa première saison mais en 2022, il se rompt le ménisque du genou droit face au Revolution de la Nouvelle-Angleterre au mois de juin, ce qui met fin prématurément à sa saison. Le 8 juillet 2022, les Whitecaps déclarent que leur joueur doit subir une opération et il est alors placé sur la liste des blessures à long terme.
Peinant à retrouver son niveau de 2021 et n'obtenant même pas 1 000 minutes de jeu en championnat en 2023, il est prêté pour douze mois à l'Atlético Junior le 8 août 2023.

### En équipe nationale
Déiber Caicedo est sélectionné avec l'équipe de Colombie des moins de 17 ans pour participer à la Coupe du monde des moins de 17 ans en 2017. Lors de ce mondial junior organisé en Inde, il joue trois matchs. Il s'illustre en marquant un but et en délivrant une passe décisive lors du dernier match de la phase de groupe face aux États-Unis, contribuant à la victoire des siens (1-3). La Colombie s'incline en huitièmes de finale face à l'Allemagne.
Par la suite, avec l'équipe de Colombie des moins de 20 ans, Déiber Caicedo participe à la Coupe du monde des moins de 20 ans en 2019. Lors de ce mondial qui se déroule en Pologne, il joue un rôle de remplaçant et participe à seulement deux matchs. Il s'illustre tout de même lors de la large victoire face à Tahiti en inscrivant un but. La Colombie s'incline en quart de finale face à l'Ukraine.

### Style de jeu
Déiber Caicedo est un ailier gauche capable d'évoluer également sur le côté droit mais aussi en tant que milieu offensif axial. Il est décrit comme un joueur rapide et agressif.

## Palmarès
Deportivo Cali
- Finaliste de la Coupe de Colombie en 2019

 Whitecaps de Vancouver
- Vainqueur du Championnat canadien en 2022 et 2023